# 페르하헌붓털쥐
페르하헌붓털쥐(Lophuromys verhageni)는 쥐과 붓털쥐속에 속하는 설치류이다. 탄자니아 메루산의 해발 2600~3050m 고도에서 발견된다. 학명과 일반명은 탄자니아 작은 포유류의 생태 연구에 기여한 페르하헌(Ronald Verhegen)의 이름에서 유래했다.
전체적인 몸길이가 상당히 크다. 취약한 안와상융기(supraorbital ridge)와 함께 크지만 가느다란 두개골, 짧은 꼬리를 갖고 있다. 페르하헌붓털쥐는 2002년 노랑반점붓털쥐(L. flavopunctatus)에서 별도의 종으로 분리되었다.</ref>